# Леон де ла Барра, Франсиско
Франсиско Леон де ла Барра-и-Кихано (исп. Francisco León de la Barra y Quijano; 16 июня 1863, Сантьяго-де-Керетаро, Мексика — 23 сентября 1939, Биарриц, Франция) — мексиканский государственный деятель и дипломат. Занимал пост временного президента Мексики с 25 мая по 6 ноября 1911 года.

## Биография
Получил юридическое образование в Национальной школе права, предшественнице Национального автономного университета Мексики. В 1891 году был избран в Конгресс. В 1896 году начал дипломатическую службу на должность советника, затем занимал посты посла Мексики в Бразилии, Аргентине, Бельгии и Нидерландах (1905). в США (1909—1911). Являлся делегатом Второго Латиноамериканского конгресса (1901—1902), представителем Мексики на представителем Мексики на Гаагской мирной конференции (1907).
В 1911 году был назначен на пост министра иностранных дел Мексики. После отставки президента Мексики Порфирио Диаса временно занимал пост президента Мексики. Пытался занять пост вице-президента, но уступил Хосе Мария Пино Суаресу.
После прихода к власти Франсиско Мадеро выехал в Италию.
В 1912 году был избран в состав Сената от Национальной католической партии. В 1913 году вновь назначен на пост министра иностранных дел Мексики. Вступив в сговор с послом США Генри Уилсоном, участвовал в подготовке государственного переворота во главе с генералом Викториано Уэртой, в администрации которого в 1913—1914 годах занимал должность главы внешнеполитического ведомства страны.
В 1914 году избран губернатором штата Мехико. Выйдя вскоре в отставку, продолжил свою карьеру в области международного права в Европе. Некоторое время занимал пост посла во Франции и на родину больше не вернулся. Был президентом Постоянной палаты третейского суда, основанного в Гааге, председателем Арбитражного суда, созданного в рамках реализации Версальского договора, принимал участие в нескольких международных комиссий после Первой мировой войны.